# Giorgio Albertazzi
Giorgio Albertazzi (ur. 20 sierpnia 1923 w Fiesole, zm. 28 maja 2016 w Roccastrada) – włoski aktor i reżyser teatralny i filmowy, także producent. Z wykształcenia architekt.
Aktor wielu teatrów we Florencji, Rzymie i Weronie. Od 2003 był dyrektorem Teatro di Roma.

## Role teatralne (wybór)
- Peer Gynt jako Peer Gynt
- Hamlet jako Hamlet
- Po upadku jako Quentin

## Filmografia (wybór)

### Role
- 1951 – Lorenzaccio
- 1952 – Art. 519 codice penale
- 1957 – Białe noce jako Narrator
- 1961 – Zeszłego roku w Marienbadzie jako Nieznajomy X
- 1962 – Ruda (Die Rote) jako Patrick O'Malley
- 1962 – Ewa
- 1965 – Vita di Dante (Życie Dantego) jako Dante Alighieri
- 1967 – Ożeniłem się z tobą dla zabawy jako Pietro
- 1969 – Jekyll
- 1975 – Mark il poliziotto
- 1981 – George Sand
- 1993 – Namiętności
- 1995 – Tutti gli anni una volta l'anno jako Lorenzo
- 1996 – Fatal Frames jako Ojciec
- 1999 – Bandyci
- 2003 – L'Avvocato de Gregorio jako Adwokat De Gregorio
- 2004 – Ora e per sempre jako Pietro Anziano
- 2008 – La Rabbia

### Reżyseria, scenariusz
- 1959 – L'idiota – scenariusz
- 1969 – Jekyll – reżyseria, scenariusz
- 1981 – George Sand – reżyseria, scenariusz
- 1988 – Gli angeli del potere – reżyseria

## Życie osobiste
12 grudnia 2007 w Rzymie Albertazzi poślubił o 36 lat młodszą Pię de Tolomei, z którą przeszło 20 lat żył w konkubinacie. Dla obydwojga był to pierwszy związek małżeński.